# 德世库
德世库（1521年—1566年），生于佛阿拉城，后迁至赫图阿拉城。建州女真都督福满长子。与兄弟合称“六贝勒”。

## 生平
德世库婚后居于觉尔察城，后因不满四弟觉昌安继承祖业，而反对觉昌安，并与同族加虎合作。

## 埋葬地
死后葬启运山下。顺治十一年（1654年）扩建永陵时，他的墓在宝城外西北。世称觉罗白秀祖坟。

## 子孙后代
- 长子素赫臣
  - 六世孙伯秀，又称觉罗白秀，一品盛京将军
    - 十一世孙海英，又称觉罗海瑛，笔帖式
- 次子谭图
- 三子尼扬古